# Коронація

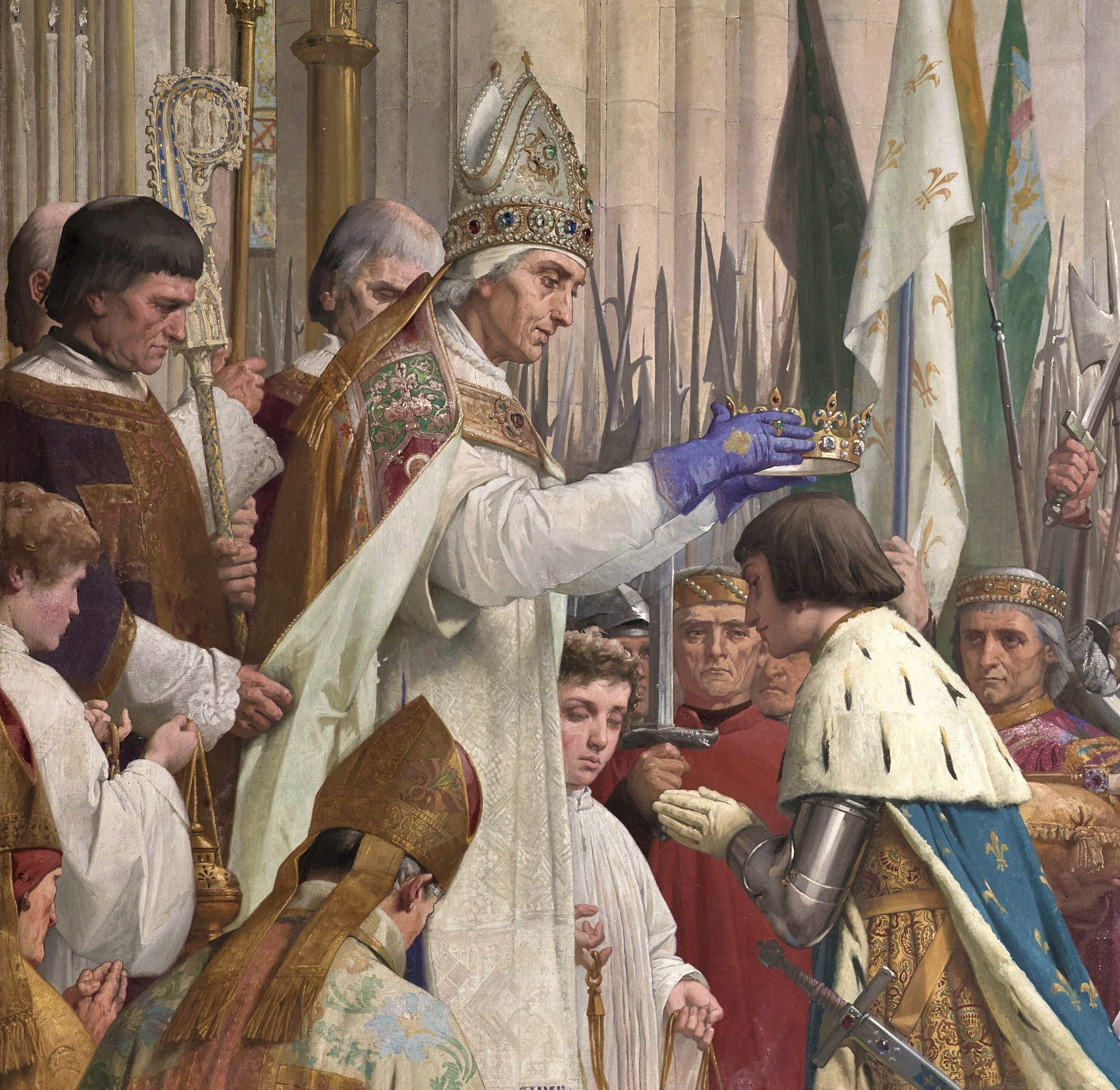
Коронація Карла VII

Корона́ція, або коронува́ння — формальна церемонія отримання влади в країні монархом (королем, царем, імператором), що зазвичай супроводжується покладанням на його голову корони, отримання інших регалій та виголошенням обітниць.

## У християнстві
- Коронація Діви Марії